# Youssef Wahbi
Youssef Wahbi (arabe : يوسف وهبي), né Youssef Abdallah Wahbi Qotb le 11 octobre 1904 à Médinet el-Fayoum et mort le 17 octobre 1982 au Caire, est un acteur, réalisateur, scénariste, producteur égyptien,,. Il est l'un des plus grands acteurs du théâtre égyptien (ar) de tous les temps, qui a également fait partie du jury du Festival de Cannes 1946. Il naït d'un haut fonctionnaire égyptien, mais il renonce à la richesse de sa famille et se rend à Rome en 1919 pour étudier le théâtre, où il se marie avec Elena Lunda. Outre son activité sur les planches, il figure dans une cinquantaine de films égyptiens, de Les Fils à papa (1932) à Alexandrie pourquoi ? (1978).

## Filmographie

### Acteur
- 1932 : Les Fils à papa
- 1935 : La Défense (ar)
- 1937 : La Gloire éternelle
- 1938 : L'Heure de l'exécution (ar)
- 1939 : Nuit orageuse (ar) de Togo Mizrahi
- 1940 : Leila, fille de la campagne
- 1941 : Leila l'étudiante
- 1941 : Fils de pauvres (ar)
- 1941 : Le Fiancé d'Istamboul (ar)
- 1941 : Tempête sur la province
- 1942 : Fille de riche (ar)
- 1943 : Le Droit Chemin
- 1943 : La Perle (ar)
- 1943 : Nadouga
- 1944 : Amour et Vengeance (ar)
- 1944 : Berlanti
- 1944 : Le Fils du forgeron
- 1944 : Le Glaive du bourreau
- 1945 : Ambassadeur de Satan
- 1945 : Le Grand Artiste
- 1945 : Fille de la montagne
- 1945 : Rêves d'amour
- 1946 : L'Ange de la miséricorde
- 1946 : Le Coup du sort
- 1946 : L'Amour en vitesse
- 1946 : La Main de Dieu
- 1946 : Victimes du modernisme
- 1946 : La Bougie brûle
- 1946 : J'ai détruit mon foyer
- 1947 : Trahison et souffrance
- 1947 : Le Rossignol de la vallée
- 1948 : Un homme sans sommeil
- 1949 : Caprices de femme
- 1949 : Monsieur Bayoumi
- 1949 : Pécheresse blanche
- 1949 : Le Secret de la confession
- 1950 : Maître Madiha
- 1951 : Les Enfants de la rue
- 1951 : L'Eternel Amour
- 1952 : Nahed
- 1952 : Le Grand Bouffon
- 1953 : La Fille de joie
- 1953 : Le Domicile conjugal
- 1954 : Les Jours les plus heureux
- 1954 : Vie ou mort
- 1955 : Le Masque de Toutankhamon (قناع توت عنخ آمون, Al Qina' Tawtt'enkh Amun) de Marco de Gastyne
- 1955 : Serment d'amour
- 1955 : Un océan d'amour
- 1958 : Mon amour brun
- 1958 : Le Petit Ange
- 1959 : L'Inspecteur de police
- 1960 : L'Apprenti amoureux
- 1960 : La Naissance du prophète
- 1960 : L'Argent et les femmes
- 1960 : Les Gens d'en bas
- 1962 : L'Esclavagisme
- 1962 : La Grande Trahison
- 1963 : Les Jours d'autrefois
- 1964 : Les Aveux d'un mari
- 1966 : Comment nous avons volé la bombe atomique
- 1966 : Le Caire trente
- 1967 : Nora
- 1968 : Le Gang des femmes
- 1968 : Un grand amour
- 1968 : Chanabo pris au piège
- 1969 : Miramar
- 1969 : Frivolité de jeunes filles
- 1969 : La Belle Aziza
- 1970 : Tourbillons
- 1970 : Le Choix
- 1971 : Les Amoureux de la vie
- 1971 : Rendez-vous avec le bien-aimé
- 1972 : Crise de logement
- 1972 : A la recherche d'un scandale
- 1973 : Le Temps de l'amour
- 1973 : Une étape de ma vie
- 1973 : Les filles doivent se marier
- 1975 : La Robe blanche
- 1977 : Alexandrie pourquoi ?
- 1978 : Les Misérables
- 1981 : Du sang sur la robe rose

### Réalisateur
- 1935 : La Défense (ar)
- 1937 : La Gloire éternelle
- 1938 : L'Heure de l'exécution (ar)
- 1941 : Fils de pauvres (ar)
- 1941 : Le Fiancé d'Istamboul (ar)
- 1942 : Fille de riche (ar)
- 1943 : La Perle (ar)
- 1944 : Amour et Vengeance (ar)
- 1944 : Berlanti
- 1944 : Le Fils du forgeron (ar)
- 1944 : Le Glaive du bourreau (ar)
- 1945 : Ambassadeur de Satan (ar)
- 1945 : Le Grand Artiste (ar)
- 1945 : Fille de la montagne (ar)
- 1946 : L'Ange de la miséricorde (ar)
- 1946 : Le Coup du sort (ar)
- 1946 : La Main de Dieu (ar)
- 1946 : La Bougie brûle (ar)
- 1947 : Le Masque rouge (ar)
- 1947 : Le Rossignol de la vallée (ar)
- 1948 : Un homme sans sommeil (ar)
- 1949 : Monsieur Bayoumi (ar)
- 1949 : Le Secret de la confession (ar)
- 1950 : Maître Madiha (ar)
- 1951 : Les Enfants de la rue (ar)
- 1953 : La Fille de joie (ar)
- 1953 : Le Domicile conjugal (ar)
- 1962 : L'Esclavagisme
- 1962 : La Grande Trahison
- 1963 : Les Jours d'autrefois